# アリサロ塩原

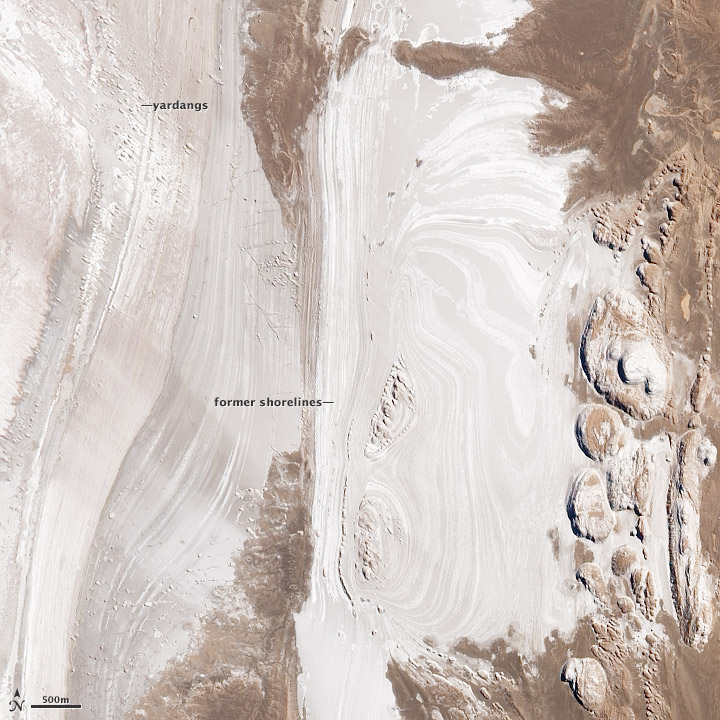
NASAの地球観測衛星1号による、アリサロ塩原の画像

アリサロ塩原は、アンデス山脈の、アルゼンチン北西部のチリとの国境付近にある広大な塩原。サルタ州ロス・アンデス県のミナ・ラ・カスアリダー付近、トラル・グランデとCaipeの村の間にある。

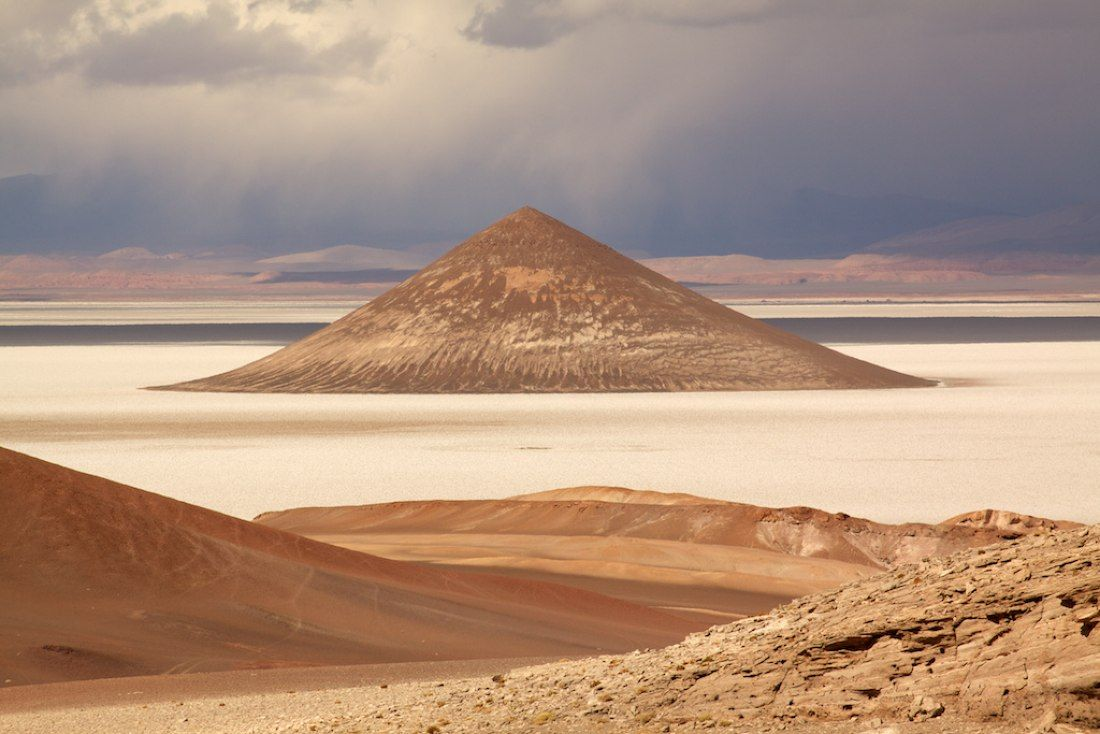
アリサロ塩原のコノ・デ・アリタ

アリサロ塩原はアタカマ高原の中西部にあり、その面積は1,600 km²である。世界では6番目、アルゼンチンではサリーナス・グランデスに次いで2番目に大きな塩原である。
塩原では金属、非金属資源が採掘されており、塩、大理石、鉄、銅、縞瑪瑙が豊富である。
近隣の塩原には、カタマルカ州北部のアントファジャ、オンブレ・ムエルト、東のポシトス、フフイ州とサルタ州のサリーナス・グランデスがある。
塩原の中央部をサルタ・アントファガスタ鉄道および州道27号線が横切っている。
塩原で特徴的なものに円錐状のセロ・コロ（またはコノ・デ・アリタ）と呼ばれる丘がある。これは砂岩で出来ているものである。

## 画像

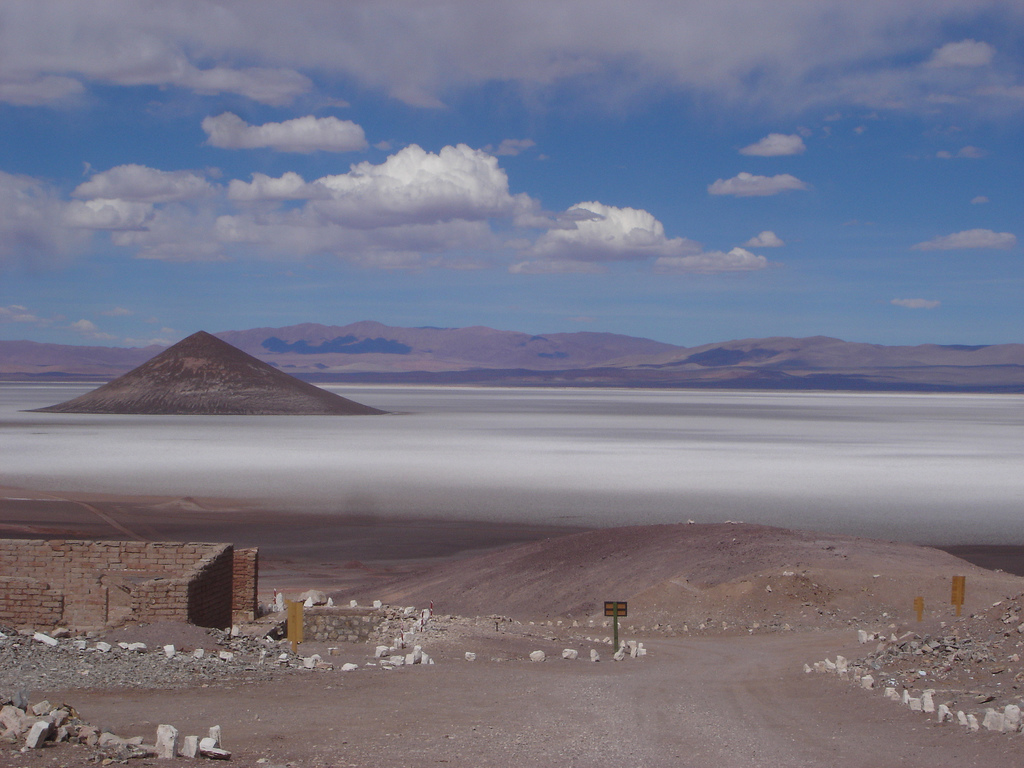
コノ・デ・アリタ
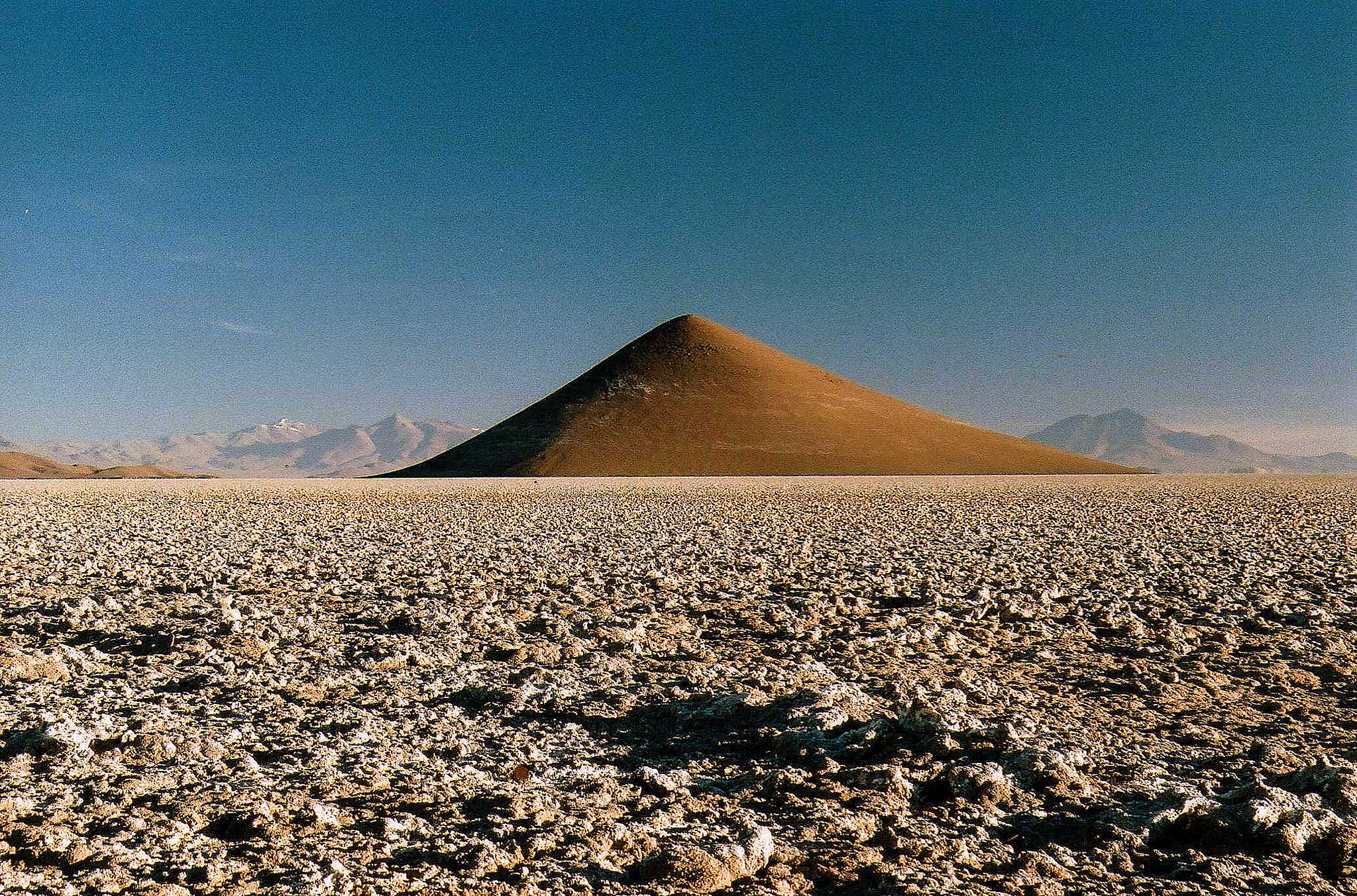
コノ・デ・アリタ

## 文献
- Gonzalo Monterroso: Touring Argentina - Salta. 1999, ISBN 9879821645
- R. N. Alonso, J. G. Viramonte: Geología y Metalogenia de la Puna. Estudios geol. 43:393-407 (1987)